# Yusha
Yusha (Arabisch: يوشع) is een profeet binnen de islam die gezonden werd naar de Israëlieten (Bani Isra'iel). Yusha komt voor in de Koran maar wordt niet bij naam genoemd. In de Hadith wordt hij wel bij naam genoemd. Zijn volledige naam was Yusha ibn Nun. Yusha staat bij de joden en christenen gekend als Jozua.
Yusha was de persoon die de profeet Musa (Mozes) vergezelde tijdens zijn ontmoeting met Al-Khidr in Hoofdstuk De Spelonk. Na de dood van Musa volgde Yusha hem op als profeet en leider van de Israëlieten. Hij stak de rivier de Jordaan over en veroverde de stad Jeruzalem op de Kanaänieten op een vrijdagmiddag. In de hadith wordt ook vermeld hoe Yusha een smeekbede (dua) tot God (Allah) richtte en vroeg om de zonsondergang tegen te houden totdat Jeruzalem veroverd werd. Volgens een hadith overgeleverd door Aboe Hoeraira werd de zon voor geen enkele mens buiten Yusha tegen gehouden. Na de verovering van Jeruzalem leefde Yusha met zijn volk in de stad en regeerde hij met de wetten van de Tawrat (Thora).
Volgens Ibn Kathir stierf Yusha  op de leeftijd van 127 jaar. Diverse plaatsen claimen het graf van Yusha verspreid over diverse landen in het Midden-Oosten.